# Georg Friedrich Daumer
Georg Friedrich Daumer (Núremberg, 5 de marzo de 1800 - Wurzburgo, 14 de diciembre de 1875) fue un poeta y filósofo alemán. 

## Biografía
Cursó el bachillerato en el Gymnasium de su ciudad natal, cuyo director era Hegel. En 1817 entró en la Universidad de Erlangen como estudiante de teología, pero la abandonó por la filosofía. Durante años fue profesor en el Gymnasium de Núremberg; debido a su mala salud, se le concedió una excedencia con pensión y desde entonces se dedicó por entero a la literatura. Durante su etapa en Erlangen estuvo muy influido por el pietismo, pero muy pronto se hizo escéptico y mostró una decidida atracción por el panteísmo. 
De ser un protestante ortodoxo gradualmente se fue convirtiendo en un duro enemigo del Cristianismo, al que atacó en varios escritos y al que pretendió sustituir por una nueva religión de paz y amor, formulada en su obra Religion des neuen Weltalters (Hamburgo, 1850). Karl Marx y Frederick Engels escribieron conjuntamente una reseña crítica de esa obra a principios de 1850, que fue publicada en Neue Rheinische Zeitung: Politisch-Ökonomische Revue. Marx y Engels critican la teoría de la historia de Daumer desde el punto de vista de las clases. En lugar de una lucha de clases económicas en la sociedad, Daumer solo veía una lucha entre vulgaridad y cultura. Poco después de 1850, Daumer se marchó de Hamburgo y se instaló en Frankfurt, en donde su vida sufrió grandes cambios. En 1858 en Maguncia abrazó públicamente la fe católica y pasó a convertirse en su más celoso defensor. 

## Sus obras
Antes de escribir Die Religion des Neuen Welalters, Daumer había publicado varias obras, todas de una clara tendencia anti-teológica, de las cuales las más importantes son: Philosophie, Religion, und Altertum (Núremberg, 1833); Züge zu einer neuen Philosophie der Religion und Religionsgeschichte (Núremberg, 1835); Der Feuer- und Molochdienst der Hebräer (Brunswick, 1842); Die Geheimnisse des christlichen Altertums (Hamburgo, 1847). 
Entre las obras escritas tras su conversión en 1858, se encuentran: Meine Konversion (Maguncia, 1859); Aus der Mansarde (1860–62); Das Christentum und sein Urheber (Maguncia, 1864); Das Wunder, seine Bedeutung, Wahrheit und Notwendigkeit (Ratisbona, 1874). Esta última obra está dedicada expresamente a criticar las opiniones de David Strauss.
Se considera que lo mejor de la producción literaria de Daumer es su poesía. Su Hafis (Hamburgo, 1846; una segunda colección, 1852) contiene imitaciones libres de canciones del famoso poeta persa que le da nombre. De hecho, se puede entender que estos poemas son producciones casi originales, y algunos de ellos se han hecho muy conocidos a través de las composiciones musicales que Brahms compuso para ellos, sus Canciones de amor, Op. 52 y sus Nuevas canciones de amor, Op. 65. Ese libro, así como Mahomed und sein Werk (Hamburgo, 1848), está claramente dirigido contra la hipocresía y el ascetismo que en la época de Daumer se creía que era inseparable del cristianismo ortodoxo. Entre otros poemarios, se pueden destacar Glorie der heiligen Jungfrau Maria (Núremberg, 1841); Frauenbilder und Huldigungen (Leipzig, 1853); Marianische Legenden und Gedichte (Munster, 1859) y Schöne Seelen (Mainz, 1862).
Daumer fue también conocido como mentor y profesor durante 1828-30 del misterioso niño abandonado Kaspar Hauser y escribió varias obras sobre el caso.